# ایوا بانکو
ایوا بانکو (انگلیسی: EVO Banco) شرکت خدمات مالی و بانکداری اسپانیایی است، که در سال ۲۰۱۳ تأسیس شد.